# Торопецкое княжество
Торо́пецкое кня́жество — русское удельное княжество с центром в городе Торопец в составе Смоленского княжества под управлением одной из ветвей династии Рюриковичей.

## Территория
В начале XIII века Торопецкая волость занимала всю северную часть Смоленской земли — сравнительно небольшую территорию в верхнем течении рек Торопа, Западная Двина и Волга, гранича с землями смоленскими, полоцкими, новгородскими и Владимиро-Суздальской Русью. Торопецкое княжество часто играло роль посредника между ними в политических и торговых вопросах — через город проходил торговый путь, связывающий Волгу с Балтикой через Западную Двину. Включало в себя городки Жижец и Хотшин, а также до конца XIII века Ржеву, которая позднее стала центром нового Ржевского княжества.

## История
Сам Торопец впервые упоминается в летописях в 1074 году. В летописном тексте говорится о смерти в Киево-Печерском монастыре торопчанина, преподобного Исаакия Печерского (купца торопечанина по имени Чернь).
Годом же образования княжества многие историки считают 1159 год, когда он упоминается в грамоте смоленского князя Ростислава смоленской епископии. Другие называют 1168 год, согласно завещанию князя Ростислава, по которому он отписывает княжество, выделив его из Смоленского, сыну Мстиславу Ростиславичу Храброму.
Далее княжество упоминается в летописи, когда другой сын Ростислава Святослав Ростиславич в 1168 году попытался захватить его. Торопецкое княжество, как удельное, принадлежало и внуку Ростислава — после смерти Мстислава Ростиславича княжение перешло к его сыну, князю Мстиславу Мстиславичу, прозванному позже Удатным. В 1209 году Мстислав Удатный передал торопецкий стол брату Давиду Мстиславичу, правившему здесь до своей гибели в 1226 году. В начале 1212 года торопецкие войска Давида вместе со войсками псковского князя Всеволода Мстиславича участвовали в походе Мстислава Удатного (занимавшего тогда новгородский стол) в Северную Эстонию, в результате чего эсты были обложены данью.
Когда в 1214 году дочь Мстислава Феодосия вышла замуж за новгородского князя Ярослава Всеволодовича, удел она могла получить в приданое, хотя до 1226 года торопецким князем летописи называют её дядю. Наследником удела позже возможно стал сын Феодосии Александр Ярославич Невский, хотя более веские права на него имели упомянутые в киевских летописях сыновья Мстислава Мстиславича Удатного. Для Александра Ярославича Торопец был значим ещё и потому, что именно здесь в 1239 году, когда он ещё не заслужил своё знаменитое прозвище Невский, состоялось венчание князя с Александрой, дочерью полоцкого князя Брячислава). От неё городу досталась одна из главных местных святынь — Корсуньская икона Божией Матери, которая хранилась в одноимённом соборе более 700 лет.
В том же время Торопец всё больше начал испытывать давление со стороны литовцев, то и дело совершавших опустошительные набеги на территорию удела. Так, в 1225 году нападение литовских князей было отбито совместными усилиями войсками Давида Мстиславича и его зятя новгородского князя Ярослава Всеволодовича, но в 1226 году Давид Мстиславич погиб в 1226 году в битве со вторгшимся литовским войском у города Усвят — на востоке Полоцкой земли. В 1245 году литовцы предприняли самое крупное вторжение в русские земли; они захватили Торопец и разорили его, но новгородское войско Александра Невского (сына Ярослава Всеволодовича и — по матери — внука Мстислава Удатного) отбило город, а затем в двух жестоких сражениях — у Жижеца (в 35 км юго-западнее Торопца) и Усвята (ещё в 65 км юго-западнее) — наголову разбило литовцев.
В 1320 году литовцы вновь захватили Торопец, а в середине XIV века вся территория княжества перешла под власть Великого княжества Литовского. В 1362 году Торопец был занят литовским князем Ольгердом и вошёл в состав Великого княжества Литовского.
9 августа 1500 года в ходе русско-литовской войны 1500—1503 годов войска московского полководца, новгородского наместника Андрея Челяднина взяли Торопец, и территория бывшего удела Смоленского княжества перешла теперь к Великому княжеству Московскому — по заключённому 25 марта 1503 года Благовещенскому перемирию, завершившему войну, Торопец и 18 других порубежных городов отошли к Русскому государству.

## Список торопецких князей
Князья торопецкие, возможно представлены не все:
- Ростислав Мстиславич (1127—1159)
- Мстислав Ростиславич Храбрый (1159—1180)
- Мстислав Мстиславич Удатный (1180—1209)
- Давыд Мстиславич или Давид[14] (1209 (1211[14])—1226†), убит в битве с литовцами под Усвятом[14]
- Александр Ярославич Невский (1246—1263)